# 黒崎バイパス
黒崎バイパス（くろさきバイパス）は、福岡県北九州市八幡東区から福岡県北九州市八幡西区に至る、総延長5.8 kmの国道3号のバイパスである。黒崎道路として地域高規格道路に指定されている。黒崎地区における国道3号の慢性的な渋滞を緩和することを目的として建設中の自動車専用道路である。
2023年3月18日現在は、春の町ランプ - 北九州市道枝光大谷線 - 陣原ランプ間が開通している。春の町ランプから東田ランプが2車線となっている。
都市計画決定区間としては、戸畑バイパスの終点付近の北九州市八幡東区中央町を起点としているが、当初計画では春の町ランプを地上部外側に合流するサイドランプ方式とし、バイパス本線から戸畑バイパスに直結する「中央ランプ」も建設する予定だった。しかし、2013年11月11日の第56回都市計画審議会で将来交通量予測などが見直され、西本町一丁目交差点東側の地上部中央に合流する完成2車線のセンターランプのみを建設する計画に縮小された。この結果、中央町 - 西本町間（約1.4km）は事業化されなかった。
2021年（令和3年）4月27日、陣原オンランプと春の町ランプの開通予定が令和4年度と公表された。その後、2023年（令和5年）3月18日に開通した。

## 概要
- 起点 : 福岡県北九州市八幡東区西本町
- 終点 : 福岡県北九州市八幡西区陣原
- 総延長 : 5.8 km
- 規格 : 第2種第2級
- 設計速度 : 60 km/h
- 規制速度 : 60 km/h
- 道路幅員 : 17.5 m
- 車線幅員 : 3.25 m
- 車線数 : 4車線（一部2車線）

## ランプ
- 施設名欄の背景色が■である部分は施設が供用開始されていない、又は完成していない事を示す。
- 路線名の特記がないものは市道。

| 施設名       | 接続路線名                    | 起点から (km) | 備考                              | 所在地   |
| ------------ | ----------------------------- | ------------- | --------------------------------- | -------- |
| 春の町ランプ | 国道3号 門司・小倉北方面      | 0.0           | 陣原方面出入口のみ                | 八幡東区 |
| 東田ランプ   | 北九州高速5号線（東田出入口） | 0.6           | 陣原方面出入口のみ 東田出入口直結 | 八幡東区 |
| 前田ランプ   |                               | 1.5           |                                   | 八幡東区 |
| 黒崎北ランプ |                               | 2.9           | 陣原方面出入口のみ                | 八幡西区 |
| 黒崎西ランプ | 国道200号                     |               | 春の町方面出入口のみ              | 八幡西区 |
| 皇后崎ランプ | 福岡県道279号本城熊手線       | 4.4           | 春の町方面出入口のみ              | 八幡西区 |
| 陣原ランプ   | 国道3号 福岡・宗像方面        | 5.8           |                                   | 八幡西区 |

## 歴史
- 1990年（平成2年）12月17日 : 都市計画決定。
- 1991年（平成3年）度 : 事業化。
- 1993年（平成5年）度 : 用地買収着手。
- 1998年（平成10年） : 着工。
- 2008年（平成20年）10月25日 : 黒崎北ランプ - 陣原ランプ間 (2.9 km) が暫定2車線で開通[7]。この区間は2007年度に開通させる計画であったが、JR鹿児島本線を跨ぐ区間の安全面を考慮した架設工法の変更等により開通が延期された[8]。
- 2011年（平成23年）10月7日 : 皇后崎ランプ出口供用開始。
- 2012年（平成24年）
  - 3月30日 : 前田ランプ - 皇后崎ランプ間 (2.9 km) が4車線で開通、皇后崎ランプ入口供用開始。
  - 9月30日 : 北九州高速5号線東田出入口 - 北九州市道枝光大谷線 - 前田ランプ間 (1.2 km) が暫定2車線で開通[1]。
- 2023年（令和5年）3月18日 : 春の町ランプ - 東田ランプ間 (0.6 km、完成2車線) が開通、東田ランプ - 前田ランプ間 (0.9 km) が4車線化、陣原ランプ4車線化[5][6]。

### 開通予定年度
- 未定 : 黒崎西ランプ出入口

## 交通量
国道3号黒崎バイパス春の町ランプと陣原ランプ開通１ヶ月後の交通状況についてより開通後の交通量を抜粋
- 黒崎バイパス 春の町ランプ
18000 台/12h
- 黒崎バイパス 陣原ランプ
25500 台/12h
- 黒崎バイパス 前田ランプ
 14000 台/12h
- 黒崎バイパス本線（黒崎北～皇后崎）
42000 台/12h

## 車線・最高速度
| 区間                      | 車線 上下線=上り線+下り線 | 最高速度 |
| ------------------------- | ------------------------- | -------- |
| 春の町ランプ - 東田ランプ | 2=1+1                     | 60 km/h  |
| 東田ランプ - 陣原ランプ   | 4=2+2                     | 60 km/h  |